# Automolis atrivenata
Automolis atrivenata là một loài bướm đêm thuộc phân họ Arctiinae, họ Erebidae.